# ویتوشا
ویتوشا (به لاتین: Vitosha) یک کوه در بلغارستان است که در استان صوفیه سیتی واقع شده‌است. ویتوشا ۲٬۲۹۲ متر بالاتر از سطح دریا واقع شده‌است.